# 拉胡科查湖
8°51′49″S 77°44′10″W / 8.86361°S 77.73611°W
拉胡科查湖（Lake Rajucocha），是秘魯的湖泊，位於該國北部安卡什大區，由瓦伊拉斯省的聖克魯斯區負責管轄，處於布蘭卡山脈，長1.1公里、寬0.6公里，面積0.54平方公里，海拔高度4,700米。